# Antti Eskola
Antti Aarre Eskola, född 20 augusti 1934 i Urdiala, död 6 september 2018 i Tammerfors, var en finländsk sociolog. 
Eskola blev student 1954, politices kandidat 1957, politices licentiat 1959 och politices doktor 1961 i Helsingfors. Han var assistent vid Samhälleliga högskolan i Tammerfors 1960–1962, docent i sociologi och socialpsykologi 1962–1966, professor vid Åbo universitet 1965–1966 och professor i socialpsykologi vid Tammerfors universitet sedan 1966.
Eskola är den finländska socialpsykologins banbrytare och blev en central gestalt inom finländsk samhällsvetenskap tack vare sina böcker om socialpsykologi. Han återfanns bland den akademiska vänstern. 
Han var Sosiologia-tidningens första redaktör  1964–1965.
Professorsförbundet utsåg Eskola till Årets professor 1994. År 1983 utnämndes han till ledamot av Finska Vetenskapsakademien. År 2004 utnämndes han till hedersdoktor vid Lapplands universitet.
Eskola påverkade i över 40 år generationer av forskare samt den bildade allmänheten. Han irriterade särskilt den ekonomiska och politiska elitens representanter i det offentliga rummet. 